# Val-de-Vesle
Val-de-Vesle é uma comuna francesa na região administrativa do Grande Leste, no departamento de Marne. Estende-se por uma área de 37.15 km², e possui 907 habitantes, segundo o censo de 2018, com uma densidade de 24 hab/km².